# Antonio María de Bucareli y Ursúa
Antonio María de Bucareli y Ursúa, marqués de Valleheroso y conde de Jerena (parfois orthographié Bucareli y Urzúa) (21 janvier 1717 à Séville, Espagne—9 avril 1779 à Mexico) est un officier de l'armée espagnole, gouverneur de Cuba et Vice-roi de Nouvelle-Espagne du 23 septembre 1771 au 19 avril 1779.

## Début de carrière
Bucareli naît à Séville d'une famille noble. Il n'existe aucune trace indiquant qu'il ait été marié. Il rejoint un régiment d'infanterie en tant que cadet à l'âge de 11 ans et gravit les échelons jusqu'au grade de capitaine général. Il se distingue durant les campagnes d'Italie ce qui lui vaut d'être nommé gouverneur de Cuba. Là-bas il organise la milice et en fait une troupe régulière. Il construit les forts d'Atarés et d'El Morro.

## Début de son mandat
Il est gouverneur de Cuba lorsqu'il reçoit sa nomination de Vice-roi de Nouvelle-Espagne. Il part de La Havane le 14 août 1771 et arrive à Veracruz le 23 août. Il prend officiellement ses fonctions à San Cristóbal Ecatepec le 22 septembre, et fait son entrée formelle à Mexico le 23 septembre 1771. Comme l'Espagne est en paix, il réduit immédiatement la taille de l'armée afin de faire des économies. Avant cette coupe, l'armée était composée de 10 000 fantassins et 6 000 cavaliers, sans compter le régiment La Corona, la garde urbaine de Mexico, Puebla et Veracruz, ainsi que les compagnies d'Alvarado et Tlacotalpan. Avec cette armée réduite, il prend tout de même soin de renforcer les presidios dans le nord, pour y combattre les Apaches et les Jumiles, qui continuent leurs incursions dévastatrices dans le Coahuila. Les Indiens faits prisonniers sont déportés, avec leurs familles, vers Cuba.
En 1771 il tente de réconcilier les Franciscains et les Dominicains de la colonie, profondément divisés après les péripéties de l'évangélisation de la Californie. L'année suivante, il interdit l'importation des marchandises étrangères et rappelle les pièces de monnaie en circulation afin de les remplacer par celles à l'effigie de Charles III. Il fonde un hôpital militaire dans l'ancien collège de San Andrés, puis en 1776 un autre hôpital pour les démunis à Mexico et le 20 janvier 1777 il inaugure l'hôpital San Hipólito, pour les malades mentaux.
En 1772, Pedro de Fagos et le Frère Juan Crespi, partis de San Diego, fondent le port et le Presidio de San Francisco.

## Réformes économiques
Il organise un congrès des propriétaires de mines le 3 mai 1774 qui édicte les règles devant gouverner cette industrie. En juillet 1776, Bucareli accorde aux propriétaires de mines le droit de fonder un syndicat professionnel (le tribunal des mines) et accorde une remise d'impôts à ces mêmes propriétaires qui étaient pourtant déjà bien riches. L'un de ces richissimes propriétaires, Pedro Romero de Terreros, qui avait déjà prêté 400 000 pesos au précédent vice-roi, en prête encore 800 000 à Bucareli. Terreros fait également don d'un navire de 80 canons à la marine. Le Baron Alexander von Humboldt affirme d'ailleurs que les exploitants des mines mexicaines sont parmi les mieux payés du monde.
Le 17 janvier 1774, le gouvernement libéral de Charles III établit le libre échange entre la Nouvelle-Espagne, le Pérou et la vice-royauté de Nouvelle-Grenade, nouvellement créée. Bucareli a promu cette mesure auprès des ministres du Roi. Il fait réparer le fort San Diego d'Acapulco, afin de protéger le port et ce nouveau commerce avec l'Amérique du Sud. En 1779 le libre échange entre l'Espagne et les Indes entre aussi en vigueur.
Le 25 février 1775, il inaugure le Mont de piété (sur le modèle de celui de Madrid) afin d'apporter de l'aide aux plus démunis.

## Réformes judiciaires
Un décret royal du 11 mars 1776 institue ce qui sera appelé la Grande réforme judiciaire de 1776 aux Indes. De longue date, l'Audiencia, est une institution gouvernementale de Nouvelle-Espagne. La première Audiencia fut nommée le 13 décembre 1527. Bien qu'elle fût une cour de justice, la plus haute instance de la colonie et bien que les oidores soient des juges, ce corps exerça un important pouvoir législatif et parfois même exécutif au sein du gouvernement de Nouvelle-Espagne.
Bien que le pouvoir suprême dans la colonie appartint au vice-roi et qu'un pouvoir considérable fut concentré en ses mains, l'un de ses mandats ex oficio était celui de président de l'Audiencia. Ce qui lui donnait un important pouvoir judiciaire en plus de ses pouvoirs exécutifs et législatifs. La Couronne ayant toujours montré une préférence pour des militaires au poste de Vice-roi et ceux qui ne l'étaient pas, étaient des ecclésiastiques mais aucun n'était juriste.
Grâce à la réforme de 1776, l'Audiencia devient plus indépendante. Le vice-roi n'en est plus le président. Cette fonction est désormais confiée au poste nouvellement créé de régent de l'Audiencia. Le nouveau tribunal est conçu pour exercé un contrôle du Vice-roi. L'Espagne publie un document Instrucción de regentes (Instruction aux Régents), le 20 juin 1776, qui contient 78 articles, y décrivant en détail ses rôles et fonctions.
Certains historiens accordent cette réforme à l'influence de José de Gálvez, inspecteur royal de la colonie mandaté par Charles III en 1764. Gálvez voyagea dans la colonie, faisant des rapports sur son administration et d'autres aspects jusqu'en 1772. Il avait alors autorité totale surpassant même celle du Vice-roi.

## Fin de son mandat
Il incombe à Bucareli de terminer le fort de San Carlos (1776), que le vice-roi Carlos Francisco de Croix avait commencé. Ce fort avait été dessiné selon de nouvelles idées tactiques et implanté dans la plaine de Perote (actuel État de Veracruz).
Il fait une chasse sans répit aux bandits. En 1776 il tente de venir à bout d'une invasion de locustes. Il améliore l'Alameda (parc de Mexico). Il encourage le drainage de la vallée de Mexico. En 1778 il trace les plans de la rue de Mexico qui aujourd'hui porte son nom. Le 1er août 1778, l'école royale de chirurgie est fondée à Mexico.
Le 21 janvier 1779, peu avant la mort du Vice-roi Bucareli, naît Ignacio Allende, héros de la guerre d'indépendance du Mexique, à San Miguel el Grande (actuel État de Guanajuato).
Le 12 février 1779, Bucareli envoie la Princesa et la Favorita explorer la côte pacifique vers le nord. Cette expédition ira jusqu'en Alaska.
Le vice-roi Bucareli meurt à son poste le 9 avril 1779, d'une attaque de pleurésie. Il est enterré avec grand chagrin par la population dans le cimetière proche de l'église de Guadalupe. Il a laissé différents écrits comme Allosgusstio ad Patres Concilii IV, Provincialis Mexicani, die X Octobris ann. 1771, Reglamento para el cuerpo de militares inválidos de la Nueva España, et Collección de todas las providencias de su gobierno.
Excellent administrateur, il améliore les finances publiques, le commerce et le système monétaire. Nombre d'historiens mexicains le considèrent comme l'un des vice-rois les plus remarquables.